# يوليوس ويل
يوليوس ويل (بالهولندية: Julius Wille)‏ هو لاعب كرة قدم هولندي، ولد في 27 أغسطس 1987 في أمستلفين في هولندا. لعب مع أغوف أبيلدورن.

## وصلات خارجية
- يوليوس ويل على موقع قاعدة بيانات كرة القدم.إي يو (الإنجليزية)